# Olga Nemes

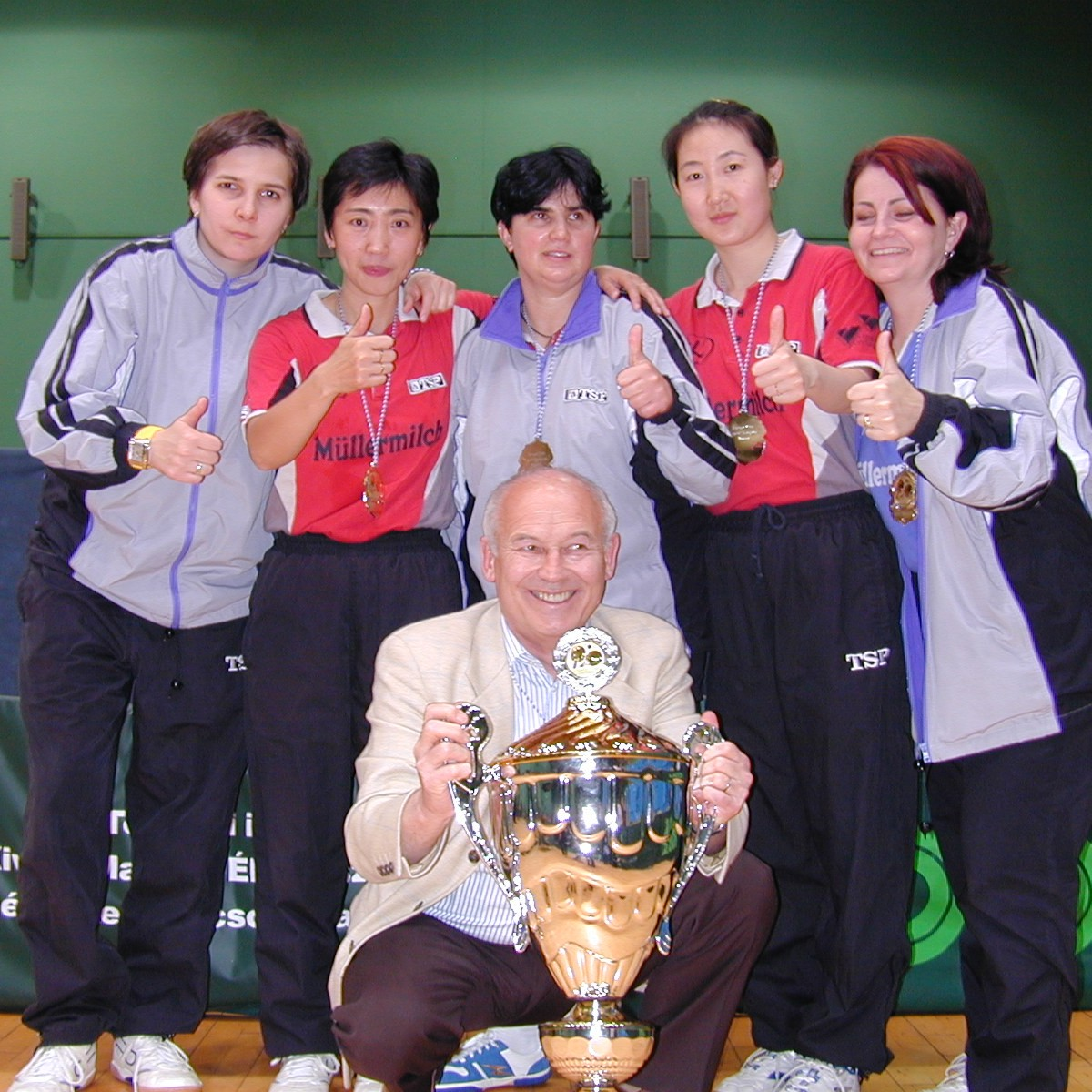
Olga Nemes (rechts) mit dem Team TTC Langweid im Europapokal 2005. Von links nach rechts: Andrea Bakula, Yunli Schreiner, Csilla Bátorfi und Lin Xu

Olga Nemes (* 9. Juni 1968 in Târgu Mureș, Kreis Mureș, Rumänien) ist eine ehemalige Tischtennisspielerin. Die gebürtige Rumänin ungarischer Herkunft lebt und spielt seit 1984 in Deutschland. Sie gewann fünfmal die deutsche Meisterschaft und wurde zweimal Mannschafts-Europameister.

## Jugend in Rumänien
Olga Nemes wuchs in Rumänien auf. Ab dem sechsten Lebensjahr spielte sie Tischtennis. Sie spielte in den Vereinen von Târgu Mureș, bei CS Arad und wieder in Târgu Mureș. In ihrer rumänischen Zeit errang sie ihre ersten Tischtenniserfolge: 1981 und 1982 gewann sie die Meisterschaft von Rumänien im Einzel und im Doppel, 1983 wurde sie Europameisterin der Jugend. Bei der Weltmeisterschaft in Tokio erreichte sie im Einzel das Achtelfinale, im Europa-TOP12-Turnier belegte sie den ersten Platz. Mit ihren damals 14 Jahren ist sie bis heute die jüngste Siegerin bei den Europa-TOP12. In der Europa-Rangliste der Mädchen wurde sie 1983 auf dem ersten Platz geführt. Nemes schätzt, dass sie etwa 40 mal für Rumänien antrat.
Wegen zunehmender Probleme mit dem rumänischen Tischtennisverband befürchtete Olga Nemes, nicht mehr zu internationalen Veranstaltungen eingeladen zu werden. Deshalb setzte sie sich 1983 während der Internationalen Meisterschaften der Schweiz in Olten von der rumänischen Delegation ab und floh gemeinsam mit Judith Stumper-Borbely nach Deutschland. Am 21. Mai 1985 erhielt sie die deutsche Staatsbürgerschaft, nachdem zwischenzeitlich ein Wegzug Nemes’ nach Kanada, in die Niederlande und Schweden erwogen wurde, und spielte in der Folge für Deutschland.

## Karriere in Deutschland

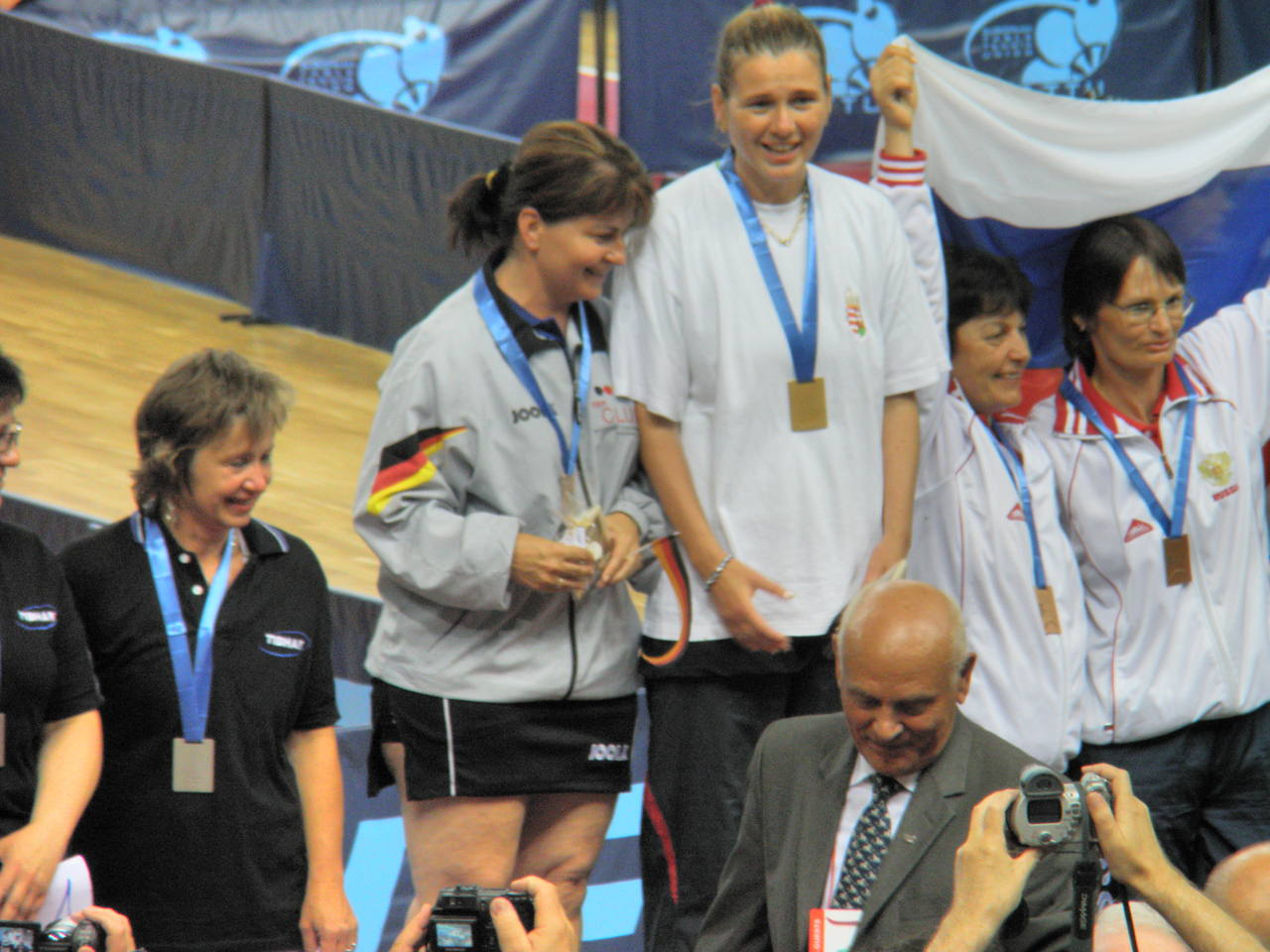
Olga Nemes und Szilvia Káhn bei der Siegerehrung der Senioren-Europameisterschaft in Poreč im Juni 2009

Nach der obligatorischen Sperre bei einem Nationenwechsel war Olga Nemes ab November 1985 für die deutsche Nationalmannschaft spielberechtigt. Dennoch war ihre Teilnahme bei der Europameisterschaft 1986 in Prag gefährdet, weil die CSSR erst im letzten Augenblick eine Rückreise nach Deutschland garantierte und zusicherte, einen möglichen Auslieferungsantrag Rumäniens abzuweisen.
Bis heute wurde sie 170 mal in die Nationalmannschaft berufen. Sie nahm noch achtmal mit Deutschland an Weltmeisterschaften und achtmal an Europameisterschaften teil. 1996 und 2000 gewann sie mit den Damen die Europa-Goldmedaille. Bei deutschen Meisterschaften gewann sie fünfmal im Einzel, viermal im Doppel und viermal im Mixed den Titel.
Eine Schilddrüsenerkrankung zwang sie 1987 zu einer siebenmonatigen Pause und verhinderte, dass sie an der WM 1987 und an der Deutschen Meisterschaft teilnehmen konnte. 1995 gewann sie nur acht Wochen nach der Geburt ihres Sohnes die Deutsche Meisterschaft im Einzel und im Doppel.
Groß war ihre Enttäuschung, als sie trotz des Gewinns der deutschen Meisterschaft 2003 nicht für die Olympischen Spiele 2004 berücksichtigt wurde. Sie wechselte zum ungarischen Verein Postas Budapest und spielte ab 2005 wieder für Rumänien.
2009 nahm sie erstmals an einer Europameisterschaft für Senioren teil. In der Klasse Ü40 gewann sie den Titel im Einzel und im Doppel mit Szilvia Káhn.

## Privates
Im Mai 1987 übersiedelten ihre Eltern und ihre jüngere Schwester Tünde nach Deutschland. Olga Nemes ist als Wirtschaftsberaterin ausgebildet. Sie heiratete im August 1994 Istvan Gaspar, einen ehemaligen ungarischen Fußballspieler aus der 2. Liga; mit ihm hat sie einen Sohn namens Steven (* 1995). Inzwischen ist sie geschieden. Seit 2003 bietet sie in Ungarn Tischtennis-Lehrgänge an.
1986 veröffentlichte sie ihre Biographie Mein Tagebuch (Verlag Ingrid Weber-Söhnen, Neuhausen 1986, ISBN 3-926282-00-2).
Ihre Schwester Tünde (* 13. Mai 1970) schloss sich 1987 dem Bundesligaaufsteiger TuS Glane an, später spielte sie mehrere Jahre in der 2.Tischtennis-Bundesliga (ATSV Saarbrücken, Fraulautern, VfL Sindelfingen).

## Sportliche Erfolge
- Teilnahme an Olympischen Spielen
  - 1988 in Seoul: Achtelfinale
  - 1992 in Barcelona
  - 1996 in Atlanta

- Teilnahme an 10 Weltmeisterschaften
  - 1981 in Novi Sad für Rumänien
  - 1983 in Tokio für Rumänien
    - Achtelfinale Einzel
    - Platz 11 mit Damenmannschaft

  - 1985 in Göteborg für Deutschland: nur Individualwettbewerbe
    - Achtelfinale Einzel

  - 1989 in Dortmund
  - 1991 in Chiba: Achtelfinale Doppel
  - 1993 in Göteborg: Platz 6 mit Damenmannschaft
  - 1995 in Tianjin: Platz 6 mit Damenmannschaft
  - 1997 in Manchester: Achtelfinale Einzel, Platz 3 mit Damenmannschaft
  - 1999 in Eindhoven: nur Individualwettbewerbe
  - 2000 in Kuala Lumpur: Platz 5-8 mit Damenmannschaft

- Teilnahme an 9 Europameisterschaften
  - 1982 in Budapest für Rumänien: Viertelfinale im Doppel, Platz 4 mit Damenmannschaft
  - 1986 in Prag für Deutschland: Viertelfinale im Einzel, Viertelfinale im Doppel, Viertelfinale im Mixed, Platz 3 mit Damenmannschaft
  - 1988 in Paris: Viertelfinale im Einzel, Viertelfinale im Doppel, Platz 5 mit Damenmannschaft
  - 1990 in Göteborg: Halbfinale im Mixed (mit Steffen Fetzner), Platz 8 mit Damenmannschaft
  - 1992 in Stuttgart: Platz 7 mit Damenmannschaft
  - 1994 in Birmingham: Platz 2 mit Damenmannschaft
  - 1996 in Bratislava: Platz 1 mit Damenmannschaft
  - 1998 in Eindhoven: Platz 1 mit Damenmannschaft
  - 2000 in Bremen: Viertelfinale im Einzel, Platz 2 mit Damenmannschaft

- Ranglistenturnier Europe TOP-12
  - 1983 in Cleveland: Platz 1
  - 1985 in Barcelona: Platz 4
  - 1986: Platz 2
  - 1987: Platz 10
  - 1988 in Ljubljana: Platz 3
  - 1989 in Charleroi: Platz 1
  - 1990 in Hannover: Platz 2
  - 1991: Platz 11
  - 1992 in Wien: Platz 11
  - 1993 in Kopenhagen: Platz 2
  - 1997 in Eindhoven: Platz 3
  - 1998 in Halmstad: Platz 7
  - 1999 in Split: Platz 5

- Europaliga für Mannschaften
  - 1990: Platz 2 mit gemischtem Team
  - 1991: Platz 1 mit gemischtem Team
  - 1994: Platz 1 mit Damenteam
  - 1995: Platz 2 mit Damenteam
  - 1996: Platz 1 mit Damenteam
  - 1997: Platz 2 mit Damenteam
  - 1998: Platz 1 mit Damenteam
  - 1999: Platz 1 mit Damenteam
  - 2000: Platz 1 mit Damenteam

- Europapokal der Landesmeister
  - 1995: Platz 2 mit TSG Dülmen
  - 1998: Platz 1 mit Team Galaxis Lübeck

- Europäischer Nancy-Evans-Cup
  - 1991: Platz 1 mit TSG Dülmen

- Nationale deutsche Meisterschaften
  - 1986 in Stadtallendorf: 1. Platz Einzel, 1. Platz Doppel (mit Judith Stumper), 1. Platz Mixed (mit Josef Böhm)
  - 1988 in Duisburg: 1. Platz Einzel, 4. Platz Doppel (mit Katja Nolten), 2. Platz Mixed (mit Georg Böhm)
  - 1989 in Böblingen: 1. Platz Doppel (mit Nicole Struse)
  - 1990 in Marburg: 2. Platz Einzel, 3. Platz Doppel (mit Ilka Böhning)
  - 1991 in Bayreuth: 2. Platz Einzel, 1. Platz Mixed (mit Andreas Fejer-Konnerth)
  - 1992 in Rostock: 3. Platz Einzel, 2. Platz Doppel (mit Kinga Lohr), 1. Platz Mixed (mit Andreas Fejer-Konnerth)
  - 1993 in Münster: 3. Platz Einzel, 1. Platz Mixed (mit Andreas Fejer-Konnerth)
  - 1994 in Bensheim: 4. Platz Einzel, 2. Platz Doppel (mit Elke Schall)
  - 1995 in Böblingen: 1. Platz Einzel, 1. Platz Doppel (mit Kinga Lohr)
  - 1996 in Bielefeld: 2. Platz Einzel, 2. Platz Doppel (mit Jie Schöpp)
  - 1997 in Berlin: 4. Platz Einzel, 2. Platz Doppel (mit Jie Schöpp), 1. Platz Mixed (mit Andreas Fejer-Konnerth)
  - 1998 in Saarbrücken: 3. Platz Einzel, 3. Platz Doppel (mit Christina Fischer), 2. Platz Mixed (mit Andreas Fejer-Konnerth)
  - 1999 in Augsburg: 1. Platz Einzel, 1. Platz Doppel (mit Christina Fischer)
  - 2000 in Magdeburg: 2. Platz Einzel, 2. Platz Doppel (mit Christina Fischer)
  - 2003 in Bielefeld: 1. Platz Einzel

- Bundesranglistenturniere
  - 1986 in Löhne: Platz 2
  - 1987 in Kassel: Platz 3
  - 1988 in Solingen: Platz 1
  - 1989 in Homburg/Saar: Platz 1
  - 1990 in Neckarsulm: Platz 1
  - 1991 in Berlin: Platz 2
  - 1993 in Marburg: Platz 1
  - 1996 in Würzburg: Platz 1
  - 1997 in Kleve: Platz 2
  - 1998 in Elmshorn: Platz 3
  - 1999 in Bad Ems: Platz 4

- Deutsche Mannschafts-Meisterschaft
  - 1995: 1. Platz mit TSG Dülmen
  - 1997: 1. Platz mit Team Galaxis Lübeck
  - 1998: 1. Platz mit Team Galaxis Lübeck

- Erfolge in der Jugend
  - Europameisterschaft 1982 in Hollabrunn: 1. Platz Mixed (mit Jörgen Persson)
  - Europameisterschaft 1983 in Thornaby: 1. Platz Einzel, 1. Platz Mixed (mit Jörgen Persson)
  - Europameisterschaft 1984 in Linz: 2. Platz Einzel
  - Europameisterschaft 1985 in Den Haag: 1. Platz Einzel, 2. Platz Doppel (mit Katja Nolten)
  - Europe TOP-12 1985 in San Marino: 1. Platz Einzel

## Vereine
- 1983–1985: MTV Stuttgart (2. Mannschaft, Oberliga)
- 1985–1990: ATSV Saarbrücken
- 1990–1995: TSG Dülmen
- 1995–2000: Team Galaxis Lübeck
- 2000–2002: TuS Bad Driburg
- 2002–2004: Postas Budapest
- 2004–2005 Müllermilch Langweid
- 2005–2007 ASTT Pieve Emanuele (Italien)
- 2007–2008 ATSV Saarbrücken
- 2008–2009 TTSV Saarlouis-Fraulautern
- seit 2009 TSV Schwabhausen
- Seit 2011 DT Eiter-Waldbredimus (Luxemburg)

## Turnierergebnisse
| Verband | Veranstaltung                         | Jahr | Ort             | Land | Einzel           | Doppel           | Mixed         | Team |
| ------- | ------------------------------------- | ---- | --------------- | ---- | ---------------- | ---------------- | ------------- | ---- |
| ROU     | Balkan Meisterschaft                  | 1983 | Ivangrad        | YUG  | Gold             | Gold             |               | 1    |
| ROU     | Balkan Meisterschaft                  | 1982 | Izmir           | TUR  | Gold             | Gold             |               | 1    |
| ROU     | Balkan Meisterschaft                  | 1981 | Constanza       | ROU  | Silber           | Gold             |               | 1    |
| ROU     | Balkan Meisterschaft                  | 1980 | Varna           | BUL  | Halbfinale       | Gold             |               |      |
| GER     | Europameisterschaft                   | 2000 | Bremen          | GER  | Viertelfinale    | Viertelfinale    |               | 2    |
| GER     | Europameisterschaft                   | 1998 | Eindhoven       | NED  |                  |                  |               | 1    |
| GER     | Europameisterschaft                   | 1996 | Bratislava      | SVK  | letzte 16        |                  |               | 1    |
| GER     | Europameisterschaft                   | 1994 | Birmingham      | ENG  | letzte 16        |                  |               | 2    |
| FRG     | Europameisterschaft                   | 1990 | Göteborg        | SWE  | letzte 16        |                  | Halbfinale    |      |
| FRG     | Europameisterschaft                   | 1988 | Paris           | FRA  | Viertelfinale    | Viertelfinale    |               |      |
| FRG     | Europameisterschaft                   | 1986 | Prag            | TCH  | Viertelfinale    | Viertelfinale    | Viertelfinale |      |
| ROU     | Europameisterschaft                   | 1982 | Budapest        | HUN  |                  | Viertelfinale    |               |      |
| ROU     | Jugend-Europameisterschaft (Kadetten) | 1981 | Topolcany       | TCH  | Gold             |                  |               |      |
| FRG     | Jugend-Europameisterschaft (Junioren) | 1985 | Den Haag        | NED  | Gold             | Silber           |               |      |
| FRG     | Jugend-Europameisterschaft (Junioren) | 1984 | Linz            | AUT  | Silber           |                  |               |      |
| ROU     | Jugend-Europameisterschaft (Junioren) | 1983 | Malmö           | SWE  | Gold             |                  | Gold          |      |
| ROU     | Jugend-Europameisterschaft (Junioren) | 1982 | Hollabrunn      | AUT  |                  | Silber           | Gold          |      |
| GER     | EURO-TOP12                            | 2004 | Frankfurt       | GER  | 9. Platz         |                  |               |      |
| GER     | EURO-TOP12                            | 2003 | Saarbrücken     | GER  | 5. Platz         |                  |               |      |
| GER     | EURO-TOP12                            | 2002 | Rotterdam       | NED  | 5                |                  |               |      |
| GER     | EURO-TOP12                            | 2001 | Wels            | AUT  | 9                |                  |               |      |
| GER     | EURO-TOP12                            | 2000 | Alassio         | ITA  | 5                |                  |               |      |
| GER     | EURO-TOP12                            | 1999 | Split           | HRV  | 5                |                  |               |      |
| GER     | EURO-TOP12                            | 1998 | Halmstad        | SWE  | 7                |                  |               |      |
| GER     | EURO-TOP12                            | 1997 | Eindhoven       | NED  | 3                |                  |               |      |
| GER     | EURO-TOP12                            | 1993 | Kopenhagen      | DEN  | 2                |                  |               |      |
| GER     | EURO-TOP12                            | 1992 | Wien            | AUT  | 11               |                  |               |      |
| FRG     | EURO-TOP12                            | 1991 | Hertogenbosch   | NED  | 11               |                  |               |      |
| FRG     | EURO-TOP12                            | 1990 | Hannover        | FRG  | 2                |                  |               |      |
| FRG     | EURO-TOP12                            | 1989 | Charleroi       | BEL  | 1                |                  |               |      |
| FRG     | EURO-TOP12                            | 1988 | Ljubljana       | YUG  | 3                |                  |               |      |
| FRG     | EURO-TOP12                            | 1987 | Basel           | SUI  | 10               |                  |               |      |
| FRG     | EURO-TOP12                            | 1986 | Sodertalje      | SWE  | 2                |                  |               |      |
| FRG     | EURO-TOP12                            | 1985 | Barcelona       | ESP  | 4                |                  |               |      |
| FRG     | EURO-TOP12                            | 1983 | Cleveland       | ENG  | 1                |                  |               |      |
| GER     | Olympische Spiele                     | 1996 | Atlanta         | USA  | sofort ausgesch. | sofort ausgesch. |               |      |
| GER     | Olympische Spiele                     | 1992 | Barcelona       | ESP  | sofort ausgesch. | keine Teiln.     |               |      |
| FRG     | Olympische Spiele                     | 1988 | Seoul           | KOR  | letzte 16        | sofort ausgesch. |               |      |
| ROU     | Pro Tour                              | 2007 | Wels            | AUT  | letzte 64        |                  |               |      |
| ROU     | Pro Tour                              | 2007 | Velenje         | SVN  | letzte 32        |                  |               |      |
| GER     | Pro Tour                              | 2006 | Zagreb          | HRV  | letzte 64        |                  |               |      |
| GER     | Pro Tour                              | 2006 | Velenje         | SVN  | letzte 32        |                  |               |      |
| GER     | Pro Tour                              | 2005 | Zagreb          | HRV  | letzte 32        |                  |               |      |
| GER     | Pro Tour                              | 2005 | Velenje         | SVN  |                  |                  |               |      |
| GER     | Pro Tour                              | 2004 | Wels            | AUT  | letzte 64        |                  |               |      |
| GER     | Pro Tour                              | 2003 | Doha            | QAT  | letzte 16        |                  |               |      |
| GER     | Pro Tour                              | 2003 | Croatia         | HRV  | Viertelfinale    |                  |               |      |
| GER     | Pro Tour                              | 2002 | Farum           | DEN  | letzte 32        |                  |               |      |
| GER     | Pro Tour                              | 2002 | Eindhoven       | NED  | letzte 32        | Viertelfinale    |               |      |
| GER     | Pro Tour                              | 2002 | Magdeburg       | GER  | letzte 64        |                  |               |      |
| GER     | Pro Tour                              | 2002 | Kobe            | JPN  | Viertelfinale    | Halbfinale       |               |      |
| GER     | Pro Tour                              | 2002 | São Paulo       | BRA  | Viertelfinale    | Silber           |               |      |
| GER     | Pro Tour                              | 2002 | Fort Lauderdale | USA  | letzte 64        | letzte 16        |               |      |
| GER     | Pro Tour                              | 2002 | Courmayeur      | ITA  | letzte 16        |                  |               |      |
| GER     | Pro Tour                              | 2002 | Kairo           | EGY  | letzte 16        |                  |               |      |
| GER     | Pro Tour                              | 2002 | Wels            | AUT  | letzte 16        |                  |               |      |
| GER     | Pro Tour                              | 2001 | Skövde          | SWE  | letzte 32        | Rd 1             |               |      |
| GER     | Pro Tour                              | 2001 | Rotterdam       | NED  | letzte 32        | letzte 16        |               |      |
| GER     | Pro Tour                              | 2001 | Bayreuth        | GER  | letzte 32        | Viertelfinale    |               |      |
| GER     | Pro Tour                              | 2001 | Fort Lauderdale | USA  | Halbfinale       | Viertelfinale    |               |      |
| GER     | Pro Tour                              | 2001 | Zagreb          | HRV  | Viertelfinale    | letzte 16        |               |      |
| GER     | Pro Tour                              | 2000 | Farum           | DEN  | letzte 16        | Viertelfinale    |               |      |
| GER     | Pro Tour                              | 2000 | Warschau        | POL  | letzte 32        |                  |               |      |
| GER     | Pro Tour                              | 2000 | Rio de Janeiro  | BRA  | letzte 32        | letzte 16        |               |      |
| GER     | Pro Tour                              | 2000 | Fort Lauderdale | USA  | letzte 32        | letzte 16        |               |      |
| GER     | Pro Tour                              | 2000 | Zagreb          | HRV  | Viertelfinale    | Viertelfinale    |               |      |
| GER     | Pro Tour                              | 1999 | Karlskrona      | SWE  | letzte 16        | letzte 16        |               |      |
| GER     | Pro Tour                              | 1999 | Linz/Wels       | AUT  | Viertelfinale    | Halbfinale       |               |      |
| GER     | Pro Tour                              | 1999 | Bremen          | GER  | letzte 32        | Viertelfinale    |               |      |
| GER     | Pro Tour                              | 1999 | Zagreb          | HRV  | letzte 32        | Gold             |               |      |
| GER     | Pro Tour                              | 1999 | Hopton-on-Sea   | ENG  | letzte 16        | letzte 16        |               |      |
| GER     | Pro Tour                              | 1998 | Sundsvall       | SWE  | letzte 32        | letzte 16        |               |      |
| GER     | Pro Tour                              | 1998 | Courmayeur      | ITA  | letzte 32        | letzte 16        |               |      |
| GER     | Pro Tour                              | 1997 | Kalmar          | SWE  | letzte 16        | Viertelfinale    |               |      |
| GER     | Pro Tour                              | 1997 | Linz            | AUT  | letzte 16        | letzte 16        |               |      |
| GER     | Pro Tour                              | 1997 | Zhuhai          | CHN  | letzte 16        | Rd 1             |               |      |
| GER     | Pro Tour                              | 1997 | Chiba           | JPN  | letzte 32        | letzte 16        |               |      |
| GER     | Pro Tour                              | 1996 | Boras           | SWE  | Viertelfinale    | Halbfinale       |               |      |
| GER     | Weltmeisterschaft                     | 2000 | Kuala Lumpur    | MAS  |                  |                  |               | 5-8  |
| GER     | Weltmeisterschaft                     | 1999 | Eindhoven       | NED  | letzte 64        | letzte 64        | letzte 64     |      |
| GER     | Weltmeisterschaft                     | 1997 | Manchester      | ENG  | letzte 16        | letzte 64        | letzte 64     | 3    |
| GER     | Weltmeisterschaft                     | 1995 | Tianjin         | CHN  | letzte 128       | letzte 64        | keine Teiln.  |      |
| GER     | Weltmeisterschaft                     | 1993 | Göteborg        | SWE  | letzte 128       | letzte 32        | letzte 64     | 6    |
| GER     | Weltmeisterschaft                     | 1991 | Chiba City      | JPN  | letzte 128       | letzte 16        | letzte 64     | 13   |
| FRG     | Weltmeisterschaft                     | 1989 | Dortmund        | FRG  | letzte 64        | letzte 64        | letzte 64     | 19   |
| FRG     | Weltmeisterschaft                     | 1985 | Göteborg        | SWE  | letzte 16        | letzte 64        | letzte 64     |      |
| ROU     | Weltmeisterschaft                     | 1983 | Tokio           | JPN  | letzte 16        | letzte 64        | letzte 64     | 11   |
| ROU     | Weltmeisterschaft                     | 1981 | Novi Sad        | YUG  | letzte 64        | letzte 16        | Qual          | 6    |
| GER     | WTC-World Team Cup                    | 1995 | Atlanta         | USA  |                  |                  |               | 5    |